# Van Scheltinga

Geslachtswapen De Blocq van Scheltinga (1900)

Van Scheltinga (ook: De Blocq van Scheltinga, Van Coehoorn van Scheltinga en: Wielinga van Scheltinga) is een uit Harlingen afkomstige familie waarvan leden sinds 1818 tot de Nederlandse adel behoren.

## Geschiedenis
De stamreeks begint met Symen Hendricksz (1485-1583) die tussen 1491 en 1537 vermeld wordt als koopman en brouwer te Harlingen. Vanaf zijn kleinzoon Lieuwe Dircks (1530-1580) leverde het geslacht burgemeesters en grietmannen in de provincie Friesland. Van 1647 tot 1890 waren 16 leden van de familie grietman of burgemeester in 7 verschillende gemeenten in Friesland. Bovendien raakten ze verwant aan verschillende Friese grietmangeslachten zoals van Andringa, Lycklama à Nijeholt, Van Bouricius, Van Glinstra, Van Haersma, Van Heemstra, Van Vierssen en het nu wel adellijk geslacht Van Sminia. Naar Friese gewoonte voerden leden van het geslacht de namen van hun grootvader wel als tussennaam maar die ging geen deel uitmaken van de geslachtsnaam en werd dus niet doorgegeven. Na de invoering van de Burgerlijke Stand gebeurde dat enkele keren toch waardoor de samengestelde geslachtsnamen ontstonden. De takken met de namen Van Coehoorn van Scheltinga en: Wielinga van Scheltinga zijn overigens inmiddels uitgestorven. De geslachtsnaam Van Coehoorn van Scheltinga ontstond na het huwelijk in 1700 van Martinus van Scheltinga (1666-1742) met Amelia van Coehoorn (1683-1708), jongste dochter van de militair en vestingbouwkundige Menno van Coehoorn (1641-1704).
Bij Koninklijk Besluit van 1818 werd grietman Menno Coehoorn van Scheltinga (1778-1820) verheven in de Nederlandse adel; met zijn oudste dochter stierf deze tak in 1879 uit. Bij KB van 19 oktober 1858 werd grietman mr. Hans Willem de Blocq van Scheltinga (1802-1864) verheven in de Nederlandse adel; aangezien hem niet werd toegestaan in het KB de geslachtsnaam De Blocq van Scheltinga te voeren, weigerde hij deze adelsgunst en verviel de verheffing. In 1900 werd alsnog zijn kleinzoon verheven in de Nederlandse adel, aanvankelijk de naam Van Scheltinga dragend maar na KB van 1902 de geslachtsnaam De Blocq van Scheltinga.
Van (aangetrouwde) leden van het geslacht bestaan tientallen portretten, de oudste uit 1621; deze staan deels afgebeeld in Wijnaendts van Resandt (1939) en waren toen verspreid over verschillende afstammelingen, en deels zich anno 1939 bevindend op Fogelsanghstate, in het Fries Museum of in het Princessehof.
In 1916 en 1941 werd de familie (inclusief de niet-adellijke en deels nog bloeiende takken) opgenomen in het Nederland's Patriciaat.
Tijdens de Tweede Wereldoorlog was Daniël de Blocq van Scheltinga een vooraanstaand lid van de NSB. Als nationaal socialistisch politicus werd hij benoemd tot burgemeester van Wassenaar waar hij actief deelnam aan de jodenvervolging. 
Anno 2007 waren er nog vijf mannelijke adellijke telgen in leven, de jongste geboren in 1997; in 2011 en 2014 overleden de laatste twee mannelijke telgen uit de 15e generatie.

## Enkele telgen
- Lieuwe Dircks van Scheltinga (1530-1580), burgemeester van Franeker 1560 
  - Dirck Lieuwes (Theodorus) van Scheltinga (1560-1628), gedeputeerde en procureur-generaal van het Hof van Friesland
    - Livius Dircks van Scheltinga (1589-1650), curator van de Universiteit Franeker 1640, getrouwd met Anna Daniëldr de Blocq (1593-1666)
      - Livius Lieuwes van Scheltinga (1632-1670), grietman van Achtkarspelen 1653-1670
        - Martinus Lieuwes van Scheltinga (1656-1726), grietman van Aengwirden 1715-1721

      - Daniël Lieuwes de Blocq van Scheltinga (1621-1703), grietman van Schoterland 1647-1692
        - Martinus van Scheltinga (1666-1742), grietman van Lemsterland 1689-1692 en grietman van Schoterland 1692-1715
          - Menno Coehoorn van Scheltinga (1701-1777), bestuurder
          - Daniël Martinus de Blocq van Scheltinga (1704-1781), grietman van Ooststellingwerf 1731-1773, mede-gecommitteerde van de Provinciale Rekenkamer van Friesland
            - Mr. Martinus van Scheltinga (1736-1799), grietman van Schoterland 1777-1795
              - Mr. Daniël Martinus de Blocq van Scheltinga (1767-1816), grietman van Aengwirden 1813-1816
                - Mr. Hans Willem de Blocq van Scheltinga (1802-1864), grietman van Schoterland 1833-1851
                  - Mr. Daniël de Blocq van Scheltinga (1835-1878), lid provinciale staten
                    - Jhr. mr. Hans Willem de Blocq van Scheltinga (1870-1933), gemeenteontvanger en wethouder van Rheden
                      - Jhr. Martinus de Blocq van Scheltinga (1900-1961), commissionair in effecten, dijkgraaf
                        - Jkvr. Albertine Marie Isabelle Jeanne de Blocq van Scheltinga (1928-2006), kunstschilderes; trouwde in 1959 met mr. Johan Hendrik Willem Lüps (1930-2006), laatste bewoners van kasteel Biljoen
                        - Jkvr. Ina Johanna de Blocq van Scheltinga (1932-2014); trouwde in 1961 met jhr. Quirijn Pieter Antoni de Marees van Swinderen (1921-2011), consul-generaal, legateerden enkele miljoenen aan het Groninger Museum

                      - Jhr. Daniël de Blocq van Scheltinga (1903-1962), burgemeester en nationaalsocialistisch politicus
                        - jkvr. Carola Marie AIexandra de Blocq van Scheltinga (1929); trouwde in 1955 met mr. Seger Jan Joseph baron van Voorst tot Voorst (1927-2014), ambassadeur en telg uit het geslacht Van Voorst tot Voorst
                        - Jhr. Hans Willem de Blocq van Scheltinga (1930-2014), directeur Hudig & Veder
                          - Jkvr. Aimée de Blocq van Scheltinga (1965), fysiotherapeute; trouwde in 1993 met jhr. Maurits von Martels (1960), veehouder en Tweede Kamerlid, telg uit het geslacht Von Martels

                        - Jhr. Menno Livius de Blocq van Scheltinga (1930-2011), ondernemer
                          - Jhr. mr. Daniël Poul de Blocq van Scheltinga (1965), bankier, sinds 2014 chef de famille van de adellijke tak

                        - Jkvr. Reina Dorette de Blocq van Scheltinga (1938), hofdame van koningin Beatrix 2000-, en van koning Willem-Alexander -2014; trouwde in 1964 met jhr. mr. Albert Frans Eduard Teixeira de Mattos (1934-2014), lid van de familie Teixeira de Mattos

                      - Jkvr. Berendina Johanna de Blocq van Scheltinga (1904-1961); trouwde in 1934 met Daniel Maximiliaan Marie van Hangest baron d' Yvoy, heer van Mijdrecht (1899-1987), burgemeester, lid van de familie Van Hangest d'Yvoy

                  - Mr. Frans Julius Johan de Blocq van Scheltinga (1838-1870); trouwde in 1864 met Anna Susanna Hermina Bowier (1836-1909), dochter van jhr. mr. Jan Bowier (1793-1853)
                    - Elske de Blocq van Scheltinga (1867-1907); trouwde in 1892 met Hobbe van Panhuys (1868-1907), zoon van jhr. mr. Johan Æmilius Abraham van Panhuys (1836-1907)

              - Jhr. mr. Menno Coehoorn van Scheltinga (1778-1820), grietman van Schoterland 1816-1820

## Andere telgen
- Theo van Scheltinga (1914-1994), timmerman en schaker

Geslachten die opgenomen zijn in het sinds 1910 verschijnende genealogische naslagwerk Nederland's Patriciaat. Lijst volgens opgave van het CBG Centrum voor familiegeschiedenis.
A · B · C · D · E · F · G · H · I · J · K · L · M · N · O · P · Q · R · S · T · U · V · W · Y · Z